# باتريك أدامشيك
باتريك أدامشيك (بالبولندية: Patryk Adamczyk)‏ هو منافس ألعاب قوى بولندي، ولد في 5 يناير 1994.

## وصلات خارجية
- باتريك أدامشيك على موقع الاتحاد الدولي لألعاب القوى (الإنجليزية)